# Samuel Zborowski (dramat)
Samuel Zborowski – dramat wierszem napisany przez Juliusza Słowackiego ok. 1844 lub 1845 roku. Składa się z pięciu aktów. Jego pierwodruk ukazał się w  Słowie w 1902 roku; oddzielnie wydany w 1903. Utwór nie został ukończony przez autora. Wystawiony po raz pierwszy w roku 1911 w Łodzi, następnie od 1927 grany w Warszawie, we Lwowie – 1932. 
Akcja utworu rozgrywa się w niebie (wieczności), piekle i na ziemi (czas historyczny). Ukazuje wcielenia duchowe Eoliona ujawnione w wizjach sennych, także opanowanie duszy Księcia Poloniusa (ojca Eoliona) przez innego, obcego ducha. Postacią łączącą wszystkie wątki akcji dramatu jest Lucyfer stanowiący ducha buntu. W utworze tym Słowacki dał wyraz interpretacji idei genezyjskich. 
Obok tej fabuły ukazana jest sytuacja, w jakiej rzekomo znajdowała się Polska, a także jej duchowa przyszłość. Wątek ten przedstawiony jest w postaciach Jana Zamoyskiego i Samuela Zborowskiego. Klęska Polski związana jest w utworze ze zwycięstwem ducha Zamoyskiego, symbolizującego impas w rozwoju wewnętrznym, nad duchem Zborowskiego, ukazującym bunt. Przyszłość kraju zależna jest od rozprawy między ich duszami. W dramacie pojawia się postać Chrystusa będącego Sędzią tych dwóch postaci. Nieznane jest zakończenie utworu.